# ألفونس بيتيرس
ألفونس بيتيرس (مواليد 21 يناير 1943) هو لاعب كرة قدم. يلعب مع منتخب بلجيكا لكرة القدم. سبق له أن لعب في كأس العالم لكرة القدم مع منتخب بلاده.

## مسيرته الكروية
لعب ألفونس بيتيرس خلال مسيرته الاحترافية مع 4 أندية في أربعة عشر موسمًا وسجل خلالها 39 هدفًا ضمن 301 مباراة. ولم يفز بأي موسم بالكأس أو بالدوري.
خاض ألفونس بيتيرس مسيرته مع نادي بيرنغن في موسم 1960–61 ليلعب معه ستة مواسم، مشاركًا في 139 مباراة سجل خلالها 32 هدفًا. ثم انتقل إلى نادي أولمبيك تشارلروا في موسم 1966–67 ولمدة موسمين، حيث شارك في 52 مباراة سجل خلالها 4 أهداف. لينتقل بعدها إلى نادي رويال أندرلخت في موسم 1968–69 واستمر معه طيلة ثلاثة مواسم، مشاركًا في 36 مباراة ولم يسجل أي هدف. ثم انتقل إلى نادي غينت في موسم 1971–72 واستمر معه طيلة ثلاثة مواسم، مشاركًا في 74 مباراة سجل خلالها 3 أهداف.

## روابط خارجية
- ألفونس بيتيرس على موقع الاتحاد الدولي (مؤرشف)  (الإنجليزية)
- ألفونس بيتيرس على موقع الاتحاد البلجيكي (الإنجليزية)
- ألفونس بيتيرس على موقع قاعدة بيانات كرة القدم.إي يو (الإنجليزية)
- ألفونس بيتيرس على موقع ناشيونال فوتبول تيمز (الإنجليزية)
- ألفونس بيتيرس على موقع عالم كرة القدم.نت (الإنجليزية)